# 罗斯玛丽·米尔盖特
罗斯玛丽·米尔盖特（英語：Rosemary Milgate，1959年4月5日—），澳大利亚女子游泳运动员。她曾代表澳大利亚参加1974年英联邦运动会游泳比赛，获得一枚铜牌。她也曾参加1976年夏季奥林匹克运动会。